# 老奇台镇
老奇台镇，是中华人民共和国新疆维吾尔自治区昌吉回族自治州奇台县下辖的一个乡镇级行政单位。

## 行政区划
老奇台镇下辖以下地区：
二畦村、牛王宫村、榆树沟村、洪水坝村和双大门村。